# Gunda aroa
Gunda aroa är en fjärilsart som beskrevs av George Thomas Bethune-Baker 1904. Gunda aroa ingår i släktet Gunda och familjen silkesspinnare. Inga underarter finns listade i Catalogue of Life.